# 日向市立財光寺小学校
日向市立財光寺小学校（ひゅうがしりつ ざいこうじしょうがっこう）は、宮崎県日向市比良町にある公立の小学校。

## 概要
- 児童数 - 481名（2020年度）

## 沿革
- 1946年9月9日 - 第一富高国民学校から分離、財光寺国民学校として開校。
- 1947年4月1日 - 富島町立財光寺小学校に改称。
- 1951年4月1日 - 富島町が岩脇村と合併し、日向市が発足。日向市立財光寺小学校に改称。
- 1979年4月1日 - 児童数の増加に伴い、財光寺南小学校が分離。

## 通学区域
財光寺小学校の通学区域には以下の区域が指定されている。
- 往還
- 往還町
- 沖町
- 川路団地
- 長江団地
- 比良の一部
- 比良町
- 松原の一部
- 山下
- 山下町

## アクセス
- 鉄道：JR日豊本線 財光寺駅下車、徒歩16分
- バス：ぷらっとバス 「財光寺小学校」バス停下車